# Ja milujem, ty miluješ
Ja milujem, ty miluješ è un film del 1989 diretto da Dušan Hanák.